# Франкавила ди Сичилија
Франкавила ди Сичилија (итал. Francavilla di Sicilia) је насеље у Италији у округу Месина, региону Сицилија.
Према процени из 2011. у насељу је живело 3866 становника. Насеље се налази на надморској висини од 316 м.

## Становништво
Према резултатима пописа становништва 2011. у општини је живело 3.901 становника.
| 1936. | 1951. | 1961. | 1971. | 1981. | 1991. | 2001. | 2011. |
| ----- | ----- | ----- | ----- | ----- | ----- | ----- | ----- |
| 5.391 | 5.497 | 5.544 | 5.274 | 5.216 | 5.096 | 4.347 | 3.901 |